# Calle de los Olmos
La calle de los Olmos (oficialmente y en catalán, Carrer dels Oms) es una de las vías peatonales más transitadas de toda Palma de Mallorca (Mallorca, Islas Baleares, España).

## Descripción
Debe su nombre a los olmos que había en los costados, talados actualmente. Está situada entre las Ramblas y la calle San Miguel. Cuenta con numerosos comercios y cafés con terrazas sobre la calzada. La calle de los Olmos es peatonal desde la década de 1990.
A lo largo de su historia, ha llevado los nombres de Santa Margarita, Homs, Lérida, y Olmos de Santa Margarita.